# Боткинс (Охајо)
Боткинс (енгл. Botkins) град је у америчкој савезној држави Охајо.

## Демографија
По попису из 2010. године број становника је 1.155, што је 50 (-4,1%) становника мање него 2000. године.
| Група             | 2000.         | 2010.         |
| Белци             | 1.191 (98,8%) | 1.125 (97,4%) |
| Афроамериканци    | 4 (0,3%)      | 5 (0,4%)      |
| Азијати           | 0 (0,0%)      | 7 (0,6%)      |
| Хиспаноамериканци | 7 (0,6%)      | 8 (0,7%)      |
| Укупно            | 1.205         | 1.155         |